# Premios Best in Class
Los Premios Best in Class o Premios BIC son unos galardones del ámbito médico creados en el año 2007 y que tiene como objetivo el reconocer públicamente al mejor centro de Atención Primaria, al mejor hospital y a los mejores servicios y unidades del territorio nacional, tanto públicos como privados, que buscan la excelencia en la atención que prestan a sus pacientes.
Estos premios son una iniciativa promovida por Gaceta Médica, publicación del Grupo de comunicación Wecare-U, y la Cátedra de Innovación y Gestión Sanitaria de la Universidad Rey Juan Carlos, y cuya organización sólo hace públicos los ganadores y finalistas en cada categoría.
La concesión de los premios se basa en la puntuación obtenida por los candidatos con el Índice de Calidad Asistencial al Paciente (ICAP), que se establece a partir del análisis multivariable de los datos recogidos en los cuestionarios de autoevaluación cumplimentados por los hospitales y centros de atención primaria a través de esta web.La Cátedra de Innovación y Gestión Sanitaria de la Universidad Rey Juan Carlos y las distintas sociedades científicas colaboran dando rigor e independencia al sistema de evaluación de la calidad asistencial.
Los ganadores reciben un diploma acreditativo en un acto público y la prestación de un servicio que les sirva de herramienta de mejora continua. Además, los ganadores y finalistas forman parte de la Guía de los Mejores Hospitales y Servicios Sanitarios que se edita anualmente.

## Modalidades de los Premios
Los premios se convocan anualmente, y están abiertos a todos aquellos centros hospitalarios y de atención primaria que deseen participar en cada una de las 6 categorías existentes:
1.Premio Best in Class al Mejor Hospital en Atención al Paciente: Se concederá al hospital que obtenga mayor puntuación en la evaluación de su candidatura.
2.Premios Best in Class en Atención al Paciente en áreas específicas: Se concederá al centro que obtenga mayor puntuación en la evaluación de su candidatura, en las diferentes unidades/servicios.
3.Premio Best in Class al Mejor Centro en Atención Primaria: Se concederá al centro o red de centros de Atención Primaria que obtenga mayor puntuación en la evaluación de su candidatura.
4. Premios Best in Class a los Mejores Proyectos: Se reconocerá a aquellos centros y unidades que estén desarrollando proyectos en la gestión, tanto clínica como administrativa de la salud.
5.Premios Best in Class en Gestión Hospitalaria: Se reconocerán los esfuerzos de las diferentes autonomías en la gestión hospitalaria de cara a garantizar la sostenibilidad del Sistema Nacional de Salud.
6. Premios Best in Class en Gestión Responsabilidad Social Corporativa RSC